# Рейчъл Никълс
Рейчъл Емили Никълс (на английски: Rachel Emily Nichols) (родена на 8 януари 1980 г. в Огъста, Мейн) е американска актриса и модел. Първата ѝ по-голяма роля е в комедийния филм „От глупав по-по-глупав: Когато Хари срещна Лойд“ (2003). Играе ролята на Рейчъл Гибсън в петия и последен сезон на шпионския сериал „Наричана още“ (2005 – 2006). После се снима в сериалите „Престъпни намерения“ (2010 – 2011) и „Континуум“ (2012 – 2015).